# Parafia św. Stanisława Kostki w Birczy
Parafia św. Stanisława Kostki w Birczy – rzymskokatolicka parafia należąca do dekanatu Bircza, w archidiecezji przemyskiej.

## Historia
Parafia wraz z kościołem została erygowana prawdopodobnie w połowie XV wieku (przed 1478 rokiem) w Boguszówce. Pierwsza pisemna wzmianka z 1478 roku wspomina o uposażeniu kościoła przez dziekana przemyskiego Jana z Humnisk oraz jego brata Rafała. Uposażenie kościoła powiększył w 1643 roku Andrzej Konstanty Birecki, dziedzic Birczy wraz z żoną Magdaleną z Czernina, który przeniósł parafię z Boguszówki do Birczy. Początkowo był to kościół drewniany. 
W 1603 roku z fundacji Jana i Szymona Błońskich w miejsce starego kościoła (prawdopodobnie zajętego przez protestantów) została zbudowana nowa drewniana świątynia pw. Wniebowzięcia Najświętszej Marii Panny. Konsekracji kościoła dokonano dopiero w 1743 roku. W 1920 roku kościół ten został rozebrany.
W latach 1920–1923 zbudowano kolejny kościół, murowany, trzynawowy, według projektu arch. Stanisława Majerskiego. W 1924 roku kościół został poświęcony, a w 1937 roku bp Wojciech Tomaka dokonał konsekracji kościoła pw. św. Stanisława Kostki. Na wyposażeniu kościoła jest pięć zabytkowych, późnobarokowych ołtarzy przeniesionych ze starego kościoła. Do 1945 roku parafia należała do dekanatu dobromilskiego. Świątynia posiada również organy 22-głosowe, zbudowane w latach 1957–1962 przez Bronisława Kantelberka.
Na terenie parafii jest 2 954 wiernych (w tym: Bircza – 1 091, Boguszówka – 93, Korzeniec – 478, Kotów – 110, Łodzinka Dolna i Łodzinka Górna – 124, Nowa Wieś – 103, Rudawka 203, Stara Bircza 570, Wola Korzeniecka – 213).  

## Proboszczowie
Źródło: strona internetowa parafii
- 1784(?)–1802 – ks. Kazimierz Trzeneski
- 1803–1814 – ks. Franciszek Dąbrowski[6]
- 1818–1853 – ks. Jan Jańdziński[7]
- 1853–1857 – ks. Jakub Szmidt[8]
- 1857 – ks. Stanisław Czaporowski[9]
- 1857–1900 – ks. Teofil Dziedzic[10]
- 1900–1907 – ks. Jan Nawrocki[11]
- 1907–1914 – ks. Kazimierz Smulski[12]
- 1914–1933 – ks. Stanisław Okoński[13]
- 1933 – ks. Franciszek Żuk
- 1933–1939. ks. Tomasz Mochoń
- 1939 – ks. Jan Głód
- 1939–1942 – ks. Józef Grydyk
- 1942–1945 – ks. Jan Markiewicz
- 1945 – ks. Józef Duda
- 1946–1948 – ks. Wincenty Bugiel
- 1948–1988 – ks. prał. Franciszek Rębisz[14][15][16][17][18][19]
- 1988–1991 – ks. Paweł Sobczyński
- 1991–1998 – ks. Stanisław Misiak
- 1998–1999 – ks. Stanisław Śliwa
- 1999–2005 – ks. Marian Jagieła
- 2005–2024 – ks. prał. Stanisław Kot
- od 2024 – ks. Tomasz Ruszel

## Kościół filialny
W latach 1796–1797 w Rudawce zbudowano drewniany kościół pw. Podwyższenia Krzyża Świętego. Władze austriackie przekazały ten kościół grekokatolikom. W 1967 roku kościół został odzyskany i w latach 1971–1974 został odrestaurowany. Kościół filialny obsługuje miejscowości Rudawka i Kotów.

## Galeria

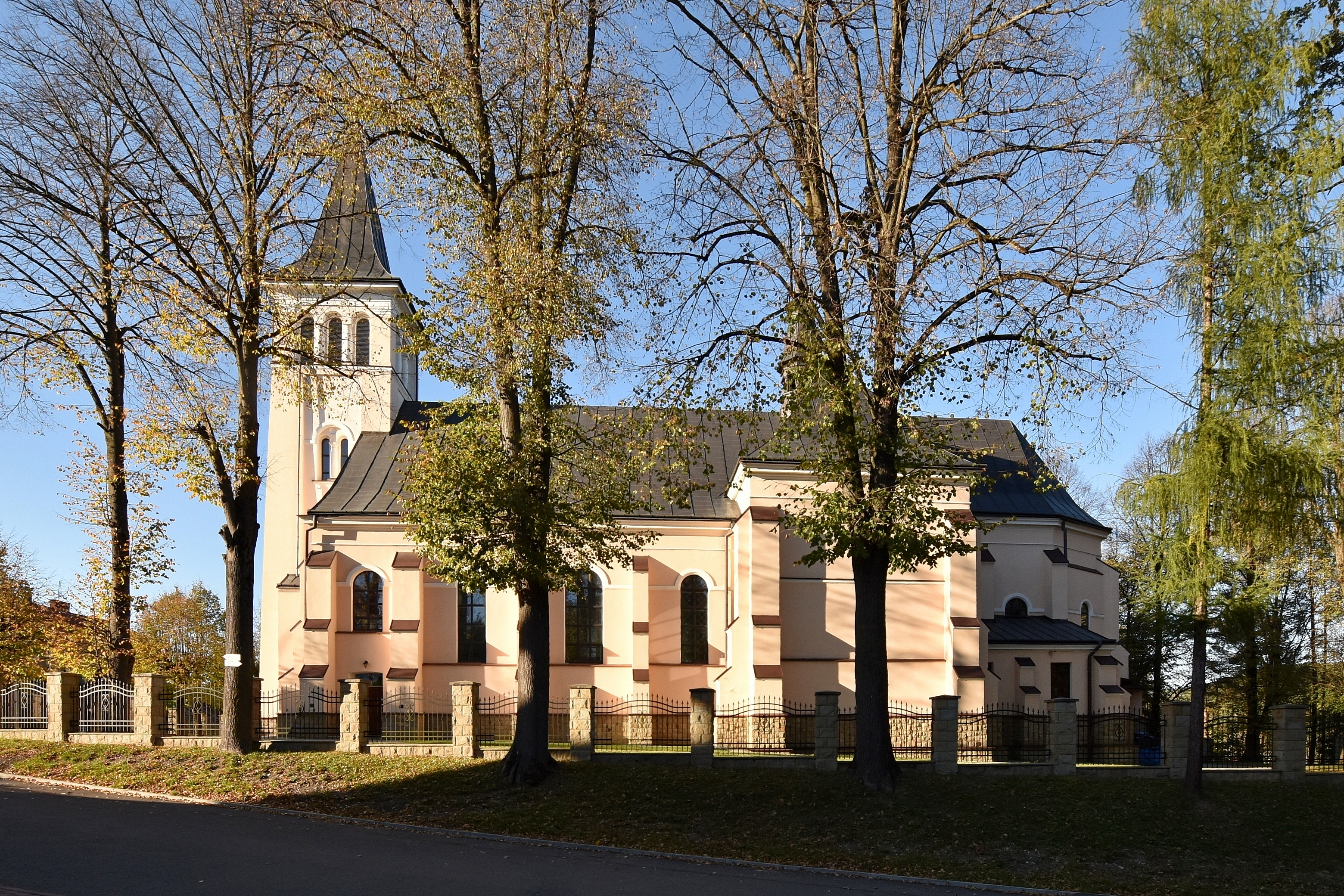
Widok kościoła parafialnego od strony południowej
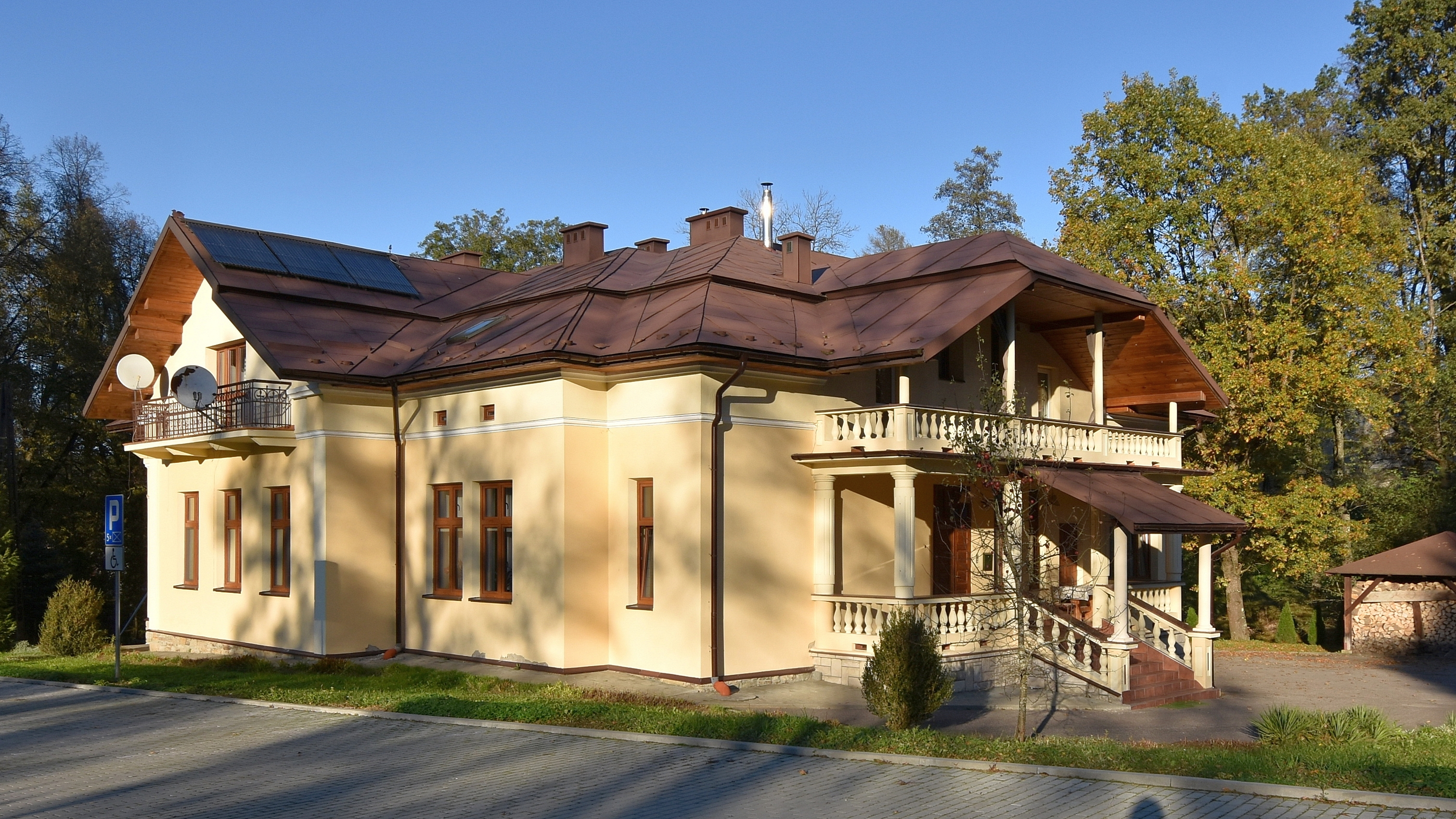
Plebania
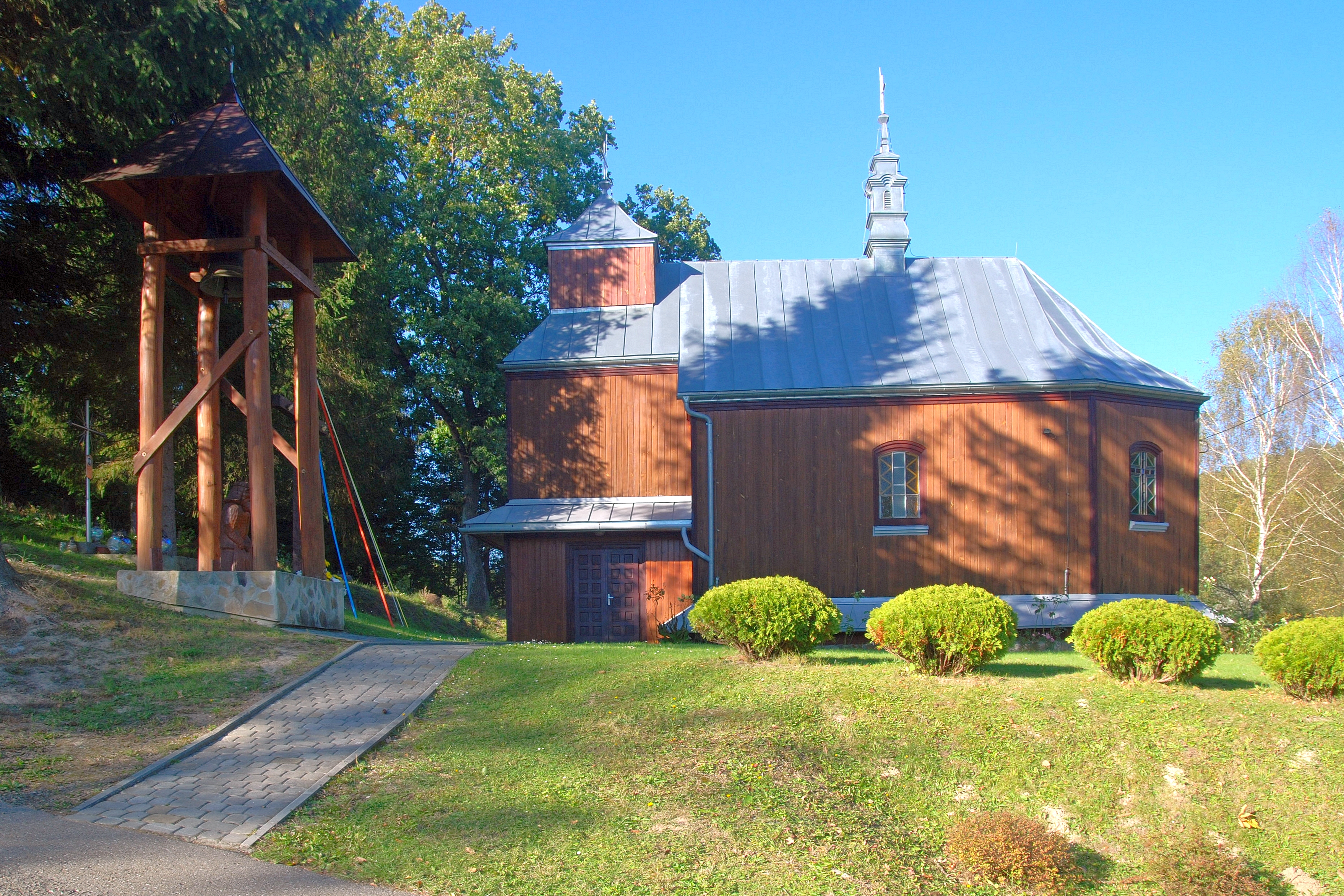
Kościół filialny w Rudawce
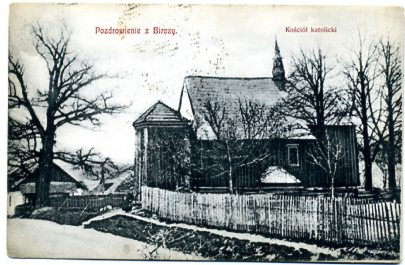
Stary kościół w Birczy rozebrany w 1920 r.